# Кэмпион, Джейн
Дама Элизабет Джейн Кэ́мпион (англ. Elizabeth Jane Campion; род. 30 апреля 1954 года, Веллингтон, Новая Зеландия) — новозеландский кинорежиссёр, сценаристка и писательница. Наибольшую известность Кэмпион принесли постановки мелодрамы «Пианино» (1993) и драмы «Власть пса» (2021), за которые она была удостоена премии «Оскар» за лучший оригинальный сценарий и за лучшую режиссуру соответственно. Третья женщина, получившая «Оскар» в номинации «Лучшая режиссура». Первая двукратная номинантка на премию Американской киноакадемии в этой категории. Дама-компаньон новозеландского ордена Заслуг (DNZM, 2016).

## Ранние годы
Джейн Кэмпион родилась в Веллингтоне, Новая Зеландия. Она стала вторым ребёнком в семье актрисы и писательницы Эдит Кэмпион (урождённой Беверли Джорджетт Ханна) и театрального и оперного режиссёра Ричарда М. Кэмпиона. Ее прадедом по материнской линии был Роберт Ханна, владелец обувной мануфактуры и первый хозяин «Антрим Хауса» — одной из исторических достопримечательностей и памятников архитектуры Новой Зеландии. Семья её отца принадлежала к религиозной группе плимутских братьев. Джейн, её старшая сестра Анна и младший брат Майкл провели своё детство за кулисами новозеландского театра. Их родители были основателями театральной труппы под названием «Актёры Новой Зеландии». Первоначально Джейн не хотела связывать свою судьбу с театром или кино; в 1975 году она окончила Университет Виктории в Веллингтоне, получив степень бакалавра антропологии.
В 1976 году Джейн Кэмпион посещала лондонскую «Chelsea Art School» и путешествовала по Европе. В 1981 году она окончила Сиднейский колледж искусств Сиднейского университета по специальности живопись; большое влияние на ее художественные работы оказало творчество художника-сюрреалиста Фриды Кало и скульптора Йозефа Бойса. Однако вскоре Кэмпион разочаровалась в живописи, посчитав, что у этого вида искусства слишком много ограничений, и обратилась к кинематографу. В 1980 году она создала свой первый короткометражный фильм под названием «Парча». В 1981 году она поступила в Австралийскую школу кино, телевидения и радио, а в 1984 году закончила свое обучение в ней; во время учёбы Кэмпион создала ещё несколько короткометражных фильмов.

## Карьера

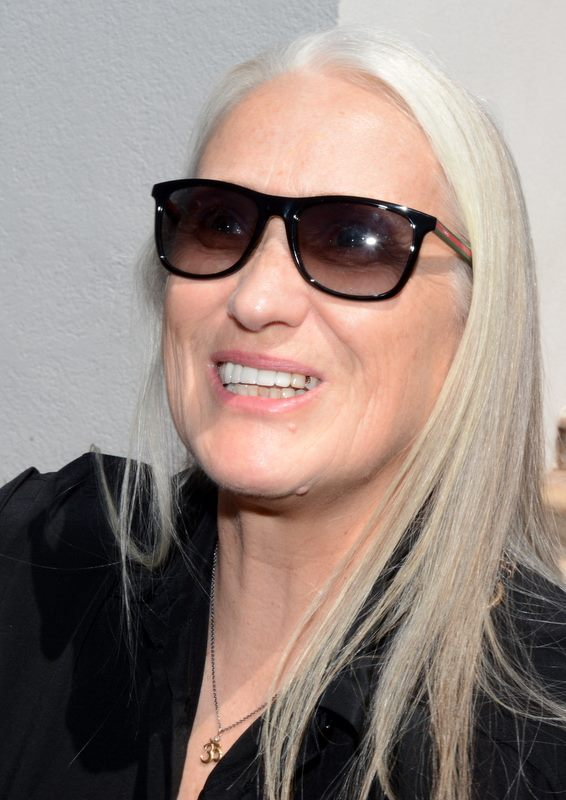
Джейн Кэмпион на 67-м Каннском кинофестивале, май 2014 года

Короткометражный фильм Кэмпион под названием «Кожура: Урок дисциплины» (1982) получил «Золотую пальмовую ветвь за короткометражный фильм» на Каннском кинофестивале 1986 года; другие ее короткометражки «Бесстрастные моменты» (1983), «Своя девичья история» (1984) и «Спустя многие часы» (1984) были включены в конкурсную программу «Особый взгляд» Каннского кинофестиваля 1986 года. После окончания Австралийской школы кино, телевидения и радио Джейн Кэмпион стала режиссером одной серии австралийского развлекательного сериала «Dancing Daze» (1986), выходившего на ABC; а затем она сняла телефильм под названием «Два друга» (1986), спродюсированный Ян Чапман.
Фильм «Душечка» (1989) стал режиссерским дебютом Кэмпион в полнометражном кино и был номинирован на «Золотую пальмовую ветвь» Канского кинофестиваля 1989 года, однако проиграл фильму «Секс, ложь и видео» Стивена Содерберга. Кэмпион закрепила режиссерский успех фильмом «Ангел за моим столом» (1990), который представлял собой биографический и психологический портрет новозеландской писательницы Дженет Фрейм; за эту работу она получила Большой специальный приз жюри 47-го Венецианского кинофестиваля. Международное признание пришло к Кэмпион после выхода фильма «Пианино» (1993), который получил главную награду Канского кинофестиваля 1993 года — «Золотую пальмовую ветвь». Также «Пианино» получило Премию Австралийской академии кинематографа и телевидения (AACTA Awards) за лучшую режиссуру в 1993 году и премию «Оскар» за лучший оригинальный сценарий на 66-й церемонии награждения премией «Оскар» в марте 1994 года. Кроме того, Джейн Кэмпион стала второй женщиной в истории, которая была номинирована на премию «Оскар» за лучшую режиссуру; однако проиграла Стивену Спилбергу с его «Списком Шиндлера».
Последующие режиссерские работы Джейн Кэмпион были крайне разнообразны по темам и жанрам. Фильм «Портрет леди» (1996) был основан на одноименном романе американского писателя Генри Джеймса; в главных ролях в нем снялись такие звезды как Николь Кидман, Джон Малкович, Барбара Херши и Мартин Донован. На главную мужскую роль в фильме «Священный дым» (1999) Кэмпион позвала Харви Кейтеля, который уже снимался в ее «Пианино»; на главную женскую роль была выбрана Кейт Уинслет. Следующей работой Кэмпион стал эротический триллер «Тёмная сторона страсти» (2003), в котором игравшей главную роль Мэг Райан предоставилась возможность сменить устоявшееся амплуа. Фильм «Яркая звезда» (2009) — биографическая драма, рассказывающая о сложных взаимоотношениях английского поэта Джона Китса (Бен Уишоу) и его возлюбленной Фанни Браун (Эбби Корниш) — был показан в конкурсной программе Каннского кинофестиваля 2009 года.
В 1999 году Джейн Кэмпион выступила в роли продюсера австралийской драмы «Спелый фрукт»; а в 2006 стала исполнительным продюсером документального фильма «Похищение: История Мегуми Ёкоты». Кэмпион продюсировала короткометражные фильмы «Единственная» (2012) и «Семейное счастье» (2016). Фильм режиссера Анахиты Хазвинизаде «Они» (2017) также был спродюсирован Кэмпион.
В 2013 году Кэмпион стала создателем, сценаристом, режиссером и продюсером сериала «Вершина озера», который получил международное признание и хорошие отзывы. Американская актриса Элизабет Мосс, сыгравшая главную роль в сериале «Вершина озера», получила премии «Золотой глобус» 2014 года за лучшую женскую роль в мини-сериале или телефильме и «Выбор телевизионных критиков» 2013 года в номинации «Лучшая женская роль в фильме или мини-сериале»; также в 2013 году Элизабет Мосс была номинирована на премию «Эмми»  за лучшую женскую роль в мини-сериале или фильме, но проиграла Лоре Линни за ее роль в сериале «Эта страшная буква „Р“». Сама Джейн Кэмпион также была номинирована на премию «Эмми» 2013 года в категории «Лучшая режиссура мини-сериала, фильма или драматической программы», однако победу одержал Стивен Содерберг за телефильм «За канделябрами».
В 2013 году Джейн Кэмпион стала председателем жюри программы студенческих картин «Синефондасьон» («Cinefondation») и программы короткометражных картин 66-го Каннского кинофестиваля; на следующий год она возглавила жюри основного конкурса 67-го Каннского кинофестиваля. Когда канадский режиссер Ксавье Долан получил приз жюри Каннского кинофестиваля 2014 года за фильм «Мамочка», то в своей победной речи признался, что фильм «Пианино» оказал колоссальное воздействие на его становление как режиссёра; именно «Пианино» заставило его создавать сильные, волевые и глубокие женские персонажи и никогда не представлять женщин жертвами или объектами. После этих слов Кэмпион поднялась со своего места и подошла к Долану, чтобы обнять его.
В 2014 году ходили слухи о том, что Кэмпион близка к завершению переговоров о съёмке фильма по роману Рейчел Кушнер «Огнемёты», однако необходимые договоренности так и не были достигнуты.
В 2015 году Джейн Кэмпион подтвердила информацию о том, что будет режиссером и сценаристом второго сезона сериала «Вершина озера», действие которого будет происходить в Сиднее, а Элизабетт Мосс вернется к роли детектива Робин Гриффин. Премьера полного второго сезона «Вершины озера» состоялась в мае 2017 года на Каннском кинофестивале. В Великобритании премьера второго сезона состоялась на канале BBC Two 27 июля 2017 года. Также весь сезон целиком был выпущен на сервисе BBC iPlayer. В США каналом Sundance Channel показ второго сезона «Вершины озера» назначен на сентябрь 2017 года. Кроме того, каждый эпизод, показанный в США по телевидению, на следующий день будет доступен на сервисе Hulu.
Летом 2021 года организаторы престижной французской кинопремии «Люмьер» сообщили, что лауреатом 2021 года была выбрана Джейн Кэмпион за «заметный вклад в развитие мирового кино», вручение премии состоится в октябре в Лионе.

## Личная жизнь
В 1992 году Джейн Кэмпион вышла замуж за Колина Дэвида Энглерта, который работал помощником режиссера на съемках фильма «Пианино». В 1993 году родился их первый ребенок — сын Джаспер, однако он прожил всего 12 дней. В 1994 году у пары родилась дочь Элис Энглерт, которая впоследствии стала актрисой. Джейн Кэмпион и Колин Дэвид Энглерт развелись в 2001 году.

## Фильмография
| Год        | Название                        | Оригинальное название              | Выступает в роли | Выступает в роли | Выступает в роли | Описание                                                              |
| Год        | Название                        | Оригинальное название              | режиссера        | сценариста       | продюсера        | Описание                                                              |
| ---------- | ------------------------------- | ---------------------------------- | ---------------- | ---------------- | ---------------- | --------------------------------------------------------------------- |
| 1980       | Парча                           | Tissues                            | Да               | Да               |                  | Короткометражный фильм                                                |
| 1981       | Казусы соблазнения и завоевания | Mishaps of Seduction and Conquest  | Да               | Да               |                  | Короткометражный фильм                                                |
| 1982       | Кожура: Урок дисциплины         | Peel: An Exercise in Discipline    | Да               | Да               |                  | Короткометражный фильм                                                |
| 1983       | Бесстрастные моменты            | Passionless Moments                | Да               | Да               | Да               | Короткометражный фильм                                                |
| 1984       | Своя девичья история            | A Girl’s Own Story                 | Да               | Да               |                  | Короткометражный фильм                                                |
| 1984       | Спустя многие часы              | After Hours                        | Да               | Да               |                  | Короткометражный фильм                                                |
| 1986       |                                 | Dancing Daze                       | Да               |                  |                  | Эпизод сериала                                                        |
| 1986       | Два друга                       | Two Friends                        | Да               |                  |                  | Телефильм                                                             |
| 1989       | Душечка                         | Sweetie                            | Да               | Да               |                  | Дебютный полнометражный фильм                                         |
| 1990       | Ангел за моим столом            | An Angel at My Table               | Да               |                  |                  | Полнометражный фильм                                                  |
| 1993       | Пианино                         | The Piano                          | Да               | Да               |                  | Полнометражный фильм                                                  |
| 1996       | Портрет леди                    | The Portrait of a Lady             | Да               |                  |                  | Полнометражный фильм                                                  |
| 1999       | Священный дым                   | Holy Smoke!                        | Да               | Да               |                  | Полнометражный фильм                                                  |
| 1999       | Спелый фрукт                    | Soft Fruit                         |                  |                  | Да               | Полнометражный фильм                                                  |
| 2003       | Тёмная сторона страсти          | In the Cut                         | Да               | Да               |                  | Полнометражный фильм                                                  |
| 2006       | Дневник воды                    | The Water Diary                    | Да               | Да               |                  | Короткометражный фильм, входящий в киноальманах «8»                   |
| 2006       | Похищение: История Мегуми Ёкоты | Abduction: The Megumi Yokota Story |                  |                  | Да               | Документальный фильм                                                  |
| 2007       | Божья коровка                   | The Lady Bug                       | Да               | Да               |                  | Короткометражный фильм, входящий в киноальманах «У каждого своё кино» |
| 2009       | Яркая звезда                    | Bright Star                        | Да               | Да               |                  | Полнометражный фильм                                                  |
| 2012       | Единственная                    | I’m the One                        |                  |                  | Да               | Короткометражный фильм                                                |
| 2013, 2017 | Вершина озера                   | Top of the Lake                    | Да               | Да               | Да               | Сериал                                                                |
| 2016       | Семейное счастье                | Family Happiness                   |                  |                  | Да               | Короткометражный фильм                                                |
| 2017       | Они                             | They                               |                  |                  | Да               | Полнометражный фильм                                                  |
| 2021       | Власть пса                      | The Power of the Dog               | Да               | Да               | Да               | Полнометражный фильм                                                  |

## Критика
С самого начала своей карьеры Джейн Кэмпион получала высокую оценку от критиков. В предисловии к книге В. У. Уэксмана «Джейн Кэмпион: Интервью» критик Дэвид Томпсон пишет, что Кэмпион — «одна из лучших современных молодых режиссёров в мире». В статье Сью Джилетт «Больше, чем доступно глазу: влияние аффекта в фильме „Душечка“ Джейн Кэмпион» говорится о том, что режиссёрский стиль Кэмпион — «возможно, самый полный и верный способ убедиться в реальности жизненного опыта»; а также о том, что Кэмпион, «воздействуя на аудиторию с помощью „недосказанного“ и „недоувиденного“, способна катализировать чувства и эмоции зрителей». Работы Кэмпион тяготеют к темам гендерной политики; она интересуется природой соблазна и силой женской сексуальности. Затрагивание этих тем заставляет многих критиков характеризовать работы Кэмпион как феминистские. Однако критик Ребекка Флинн Маркс замечает, что «рамки феминизма не могут полностью включить в себя всю тонкость и глубину работ и персонажей Кэмпион».

## Титул
В 2016 году Джейн Кэмпион стала Дамой-компаньоном новозеландского ордена Заслуг.